# Matthew Brown (giocatore di baseball)
Matthew Brown, all'anagrafe Matthew Benjamin Brown (Bellevue, 8 agosto 1982), è un ex giocatore di baseball statunitense.
Ha fatto il suo debutto in MLB il 10 maggio 2007 come "sostituto battitore" (Pinch Hitter) contro i Cleveland Indians e venne eliminato al volo dall'esterno sinistro.
Il suo numero di casacca è il 43.
Nella stagione 2007 giocò in tutto quattro partite.
Ha preso parte alla prima serie del telefilm Instant Star nel ruolo di Shay Mills, nipote del produttore Darius Mills.
Ha vinto la medaglia di bronzo alle olimpiadi di Pechino.